# مارسيو فرنانديز
مارسيو فرنانديز (1 يناير 1991 بكاسكافل في البرازيل - ) هو لاعب كرة قدم برازيلي في مركز الهجوم. لعب مع نادي ساو كايتانو ونادي كاشياس دو سول ونادي واكر إنسبروك (2002) ونادي بانغو أتلتيكو.

## وصلات خارجية
- مارسيو فرنانديز على موقع قاعدة بيانات كرة القدم.إي يو (الإنجليزية)
- مارسيو فرنانديز على موقع Soccerway.com (الإنجليزية)